# Кнутовы
Кну́товы — есть два рода под этим именем, оба Рюриковичи.
- Дворянский род, происходящий от князей Смоленских, из рода Монастырёвых. Александр Давыдович Монастырёв, по прозвищу Кнут (19-е колено от Рюрика), был родоначальником Кнутовых.
- Другой род происходил от князя Дмитрия Васильевича Шастунова по прозвищу Кнут, сына князя Василия Васильевича Шастуна Ярославского.

Неясно, какой из этих родов выжил. Но существовал древний дворянский род Кнутовых, внесённый в VI ч. родословной книги Ярославской губернии.